# Złota Lipa
Złota Lipa (ukr. Золота Липа, Zołota Łypa) – rzeka na Ukrainie, lewy dopływ Dniestru. Długość rzeki – 127 km, powierzchnia zlewni – 1310 km².
Ma źródła na Wyżynie Podolskiej. Nad Złotą Lipą położone są Brzeżany, Bobrowniki, Jarhorów, Zadarów, Krasiejów, Łapszyn, Ladzkie i Niskołyzy.